# 鹿港興安宮

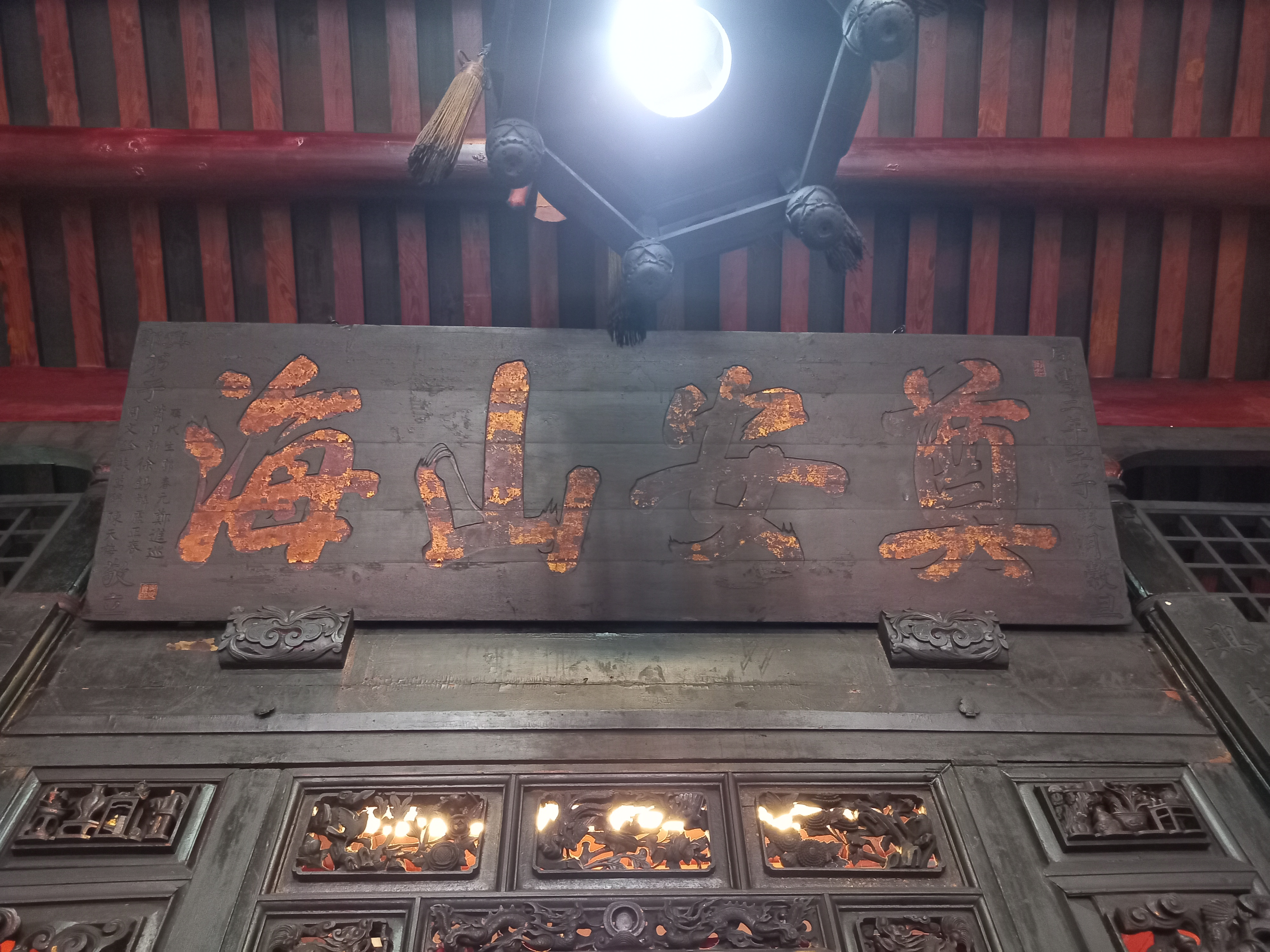
「奠安山海」匾額為咸豐二年由士紳敬獻

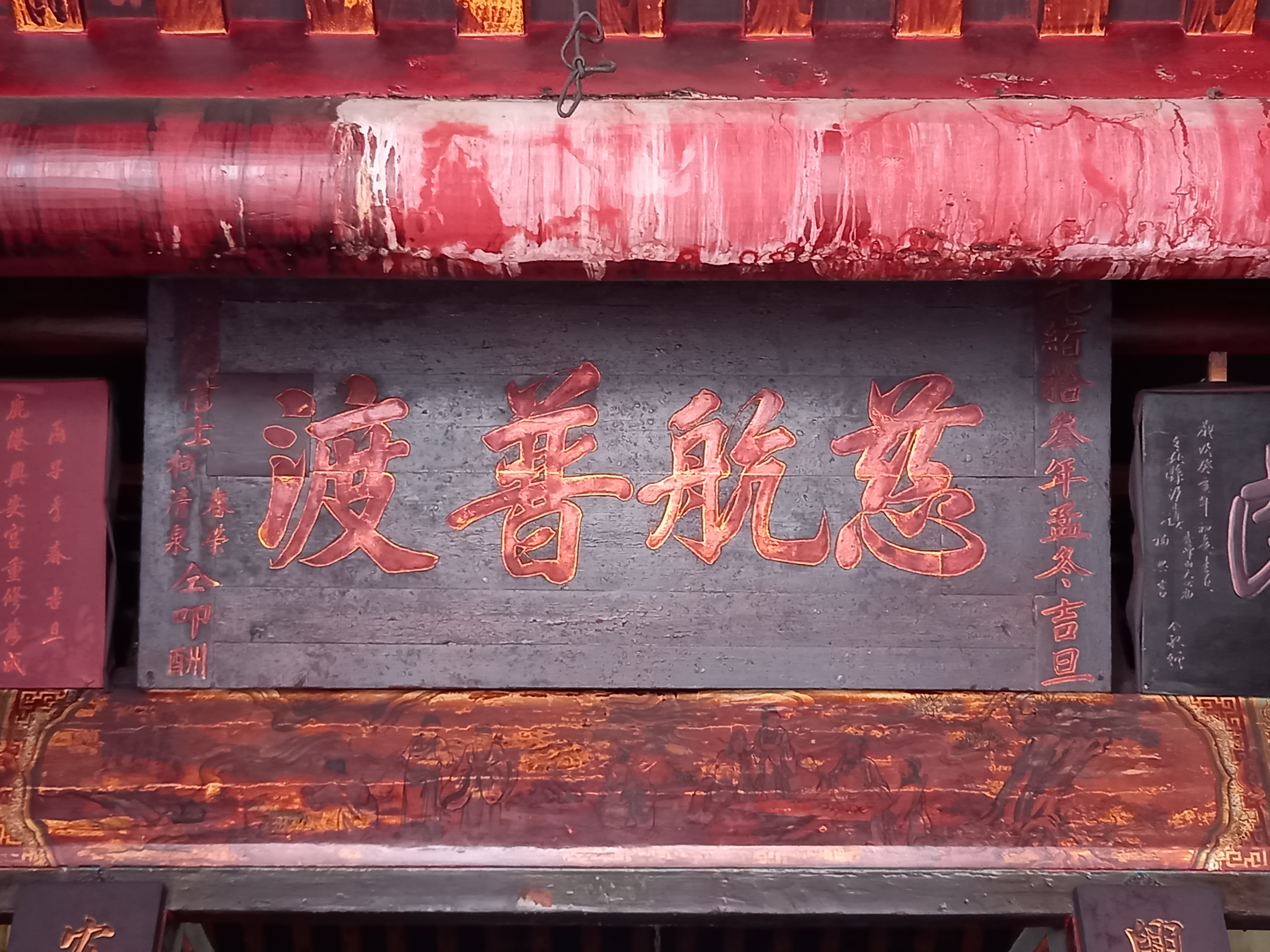
鹿港興安宮匾額「慈航普渡」

鹿港興安宮是一座位在臺灣彰化縣鹿港鎮的媽祖廟，1985年11月27日，被公告為縣定古蹟。
該廟是鹿港三座人群廟之一，為福建興化府移民於鹿港草仔市一帶建廟供奉，而另外兩座人群廟則是福建漳州府南靖縣移民所建的南靖宮與廣東潮州府潮汕移民所建的三山國王廟。

## 沿革
興安宮建於建於清康熙二十三年（1684年），是鹿港最早的媽祖廟之一。根據清道光十六年編纂的《彰化縣志》：「一在鹿港海墘，乾隆五十五年，大將軍福康安倡建，廟內有各祿路位，……一在鹿港北頭，乾隆初，士民公建，……一在鹿港新興街，閩安弁兵公建。」所描述的三座鹿港媽祖廟中，位於新興街者就是興安宮；廟名取「興化平安」、「興化安寧」之意而將廟名命名為「興安宮」，成為在鹿港的興化府籍人士信仰中心，也作為興化會館。
興安宮在嘉慶三年（1798年）、咸豐九年（西元1851年）、光緒四年（西元1878年）、光緒十八年（西元1892年）、光緒二十年（西元1894年）都修建過，但日治時期後就未有修建。民國七十四年（1985年）經指定為第三級古蹟後，興安宮於民國八十二年（1993年）進行古蹟修復工程，三年後完工。

## 建築
興安宮為單開間二進一院的建築格局，分前埕、三川殿、拜亭及正殿。為街屋式的建築，廟門面向興化巷，後臨中山路。廟內木柱採以附壁柱的工法，門楣上方之木構建築，為舊廟宇的雕刻及棟架。三川殿的彩繪，正門門神為秦叔寶與尉遲恭，兩旁分別為公公與宮女，手持「香花燈果」，是民國85年（1996年）重修時，由和美陳穎派施做彩繪。
正殿內懸掛古匾有咸豐二年（1852年）由士紳敬獻的「奠安山海」和光緒十三年（1887年）由信士柯清泉、柯春榮敬獻的「慈航普渡」。

## 祀神
興安宮正殿主祀天上聖母（媽祖），配祀境主公和虎爺大將軍；後殿奉祀玉皇大帝、三官大帝和觀音菩薩；右廂房奉祀註生娘娘、文昌帝君和太歲星君。

## 外部連結
- 開台鹿港興安宮(興化宮) （页面存档备份，存于）